# Andersonia brevifolia
Andersonia brevifolia är en ljungväxtart som beskrevs av Otto Wilhelm Sonder. Andersonia brevifolia ingår i släktet Andersonia och familjen ljungväxter. Inga underarter finns listade i Catalogue of Life.